# Jacek Janiszewski
Jacek Janiszewski (ur. 10 lutego 1960 w Inowrocławiu) – polski polityk, minister rolnictwa i gospodarki żywnościowej w rządzie Jerzego Buzka, poseł na Sejm III kadencji.

## Życiorys
Ukończył w 1985 studia na Wydziale Zootechniki Akademii Techniczno-Rolniczej w Bydgoszczy. Na Uniwersytecie Kardynała Stefana Wyszyńskiego w Warszawie uzyskał stopień doktora nauk humanistycznych w dziedzinie socjologii.
W latach 1985–1989 pracował w Kombinacie PGR Goleniów: od 1985 do 1986 jako zootechnik, a od 1986 do 1989 jako kierownik Gospodarstwa Rolnego w Bogusławiu. W latach 1989–1990 był zastępcą dyrektora Kombinatu PGR Wapnica, a od 1990 dyrektorem Wydziału Rolnictwa w Urzędzie Wojewódzkim w Szczecinie. W latach 1992–1993 pełnił funkcję dyrektora oddziału Agencji Własności Rolnej Skarbu Państwa w tym mieście. 12 lipca 1993 został mianowany sekretarzem stanu – kierownikiem resortu rolnictwa i gospodarki żywnościowej w rządzie Hanny Suchockiej po dymisji kierownika resortu Janusza Bylińskiego; resortem tymczasowo kierował do 18 października 1993. W latach 1995–1997 był dyrektorem ds. osadnictwa w Agencji Własności Rolnej Skarbu Państwa.
Od 1992 należał do Stronnictwa Ludowo-Chrześcijańskiego: od 1994 był wiceprezesem zarządu wojewódzkiego w Szczecinie i członkiem zarządu krajowego SLCh. W 1997 przystąpił do Stronnictwa Konserwatywno-Ludowego, od stycznia 1997 do lutego 1998 pełniąc funkcję prezesa tej partii, następnie do marca 2000 przewodniczącego rady politycznej, a do kwietnia 2001 wiceprezesa. Z ramienia Akcji Wyborczej Solidarność zasiadał w Sejmie III kadencji (1997–2001).
Od 31 października 1997 do 26 marca 1999 sprawował urząd ministra rolnictwa i rozwoju wsi w rządzie premiera Jerzego Buzka. W 2001 przystąpił do Porozumienia Polskich Chrześcijańskich Demokratów i jako jego kandydat bezskutecznie ubiegał się o reelekcję z listy AWSP. Następnie działał w Stronnictwie Konserwatywno-Ludowym – Ruchu Nowej Polski oraz w Partii Centrum. W 2011 bez powodzenia startował do Senatu jako kandydat niezależny z poparciem Obywateli do Senatu.
Po zakończeniu pracy w parlamencie zajął się działalnością doradczą, doradzając przedsiębiorstwom prywatnym. Został wykładowcą na uczelniach wyższych, m.in. w Wyższej Szkole Gospodarki w Bydgoszczy oraz w Wyższej Szkoły Bankowej w Toruniu.
Od 1994 organizator zainicjowanego przez siebie Welconomy Forum in Toruń. Został także przewodniczącym rady programowej Stowarzyszenia „Integracja i Współpraca”, którego był współzałożycielem.

## Życie prywatne
Żonaty (żona Grażyna), ma dwóch synów: Jakuba i Jędrzeja.

## Odznaczenia i wyróżnienia
Odznaczony Krzyżem Kawalerskim Orderu Odrodzenia Polski (2011). W 2015 otrzymał Perłę Honorową Polskiej Gospodarki (w kategorii gospodarka).